# Митрофановка (Башкортостан)
Митрофановка (баш. Митрофановка) — село в Дуванском районе Республики Башкортостан Российской Федерации. Входит в состав Михайловского сельсовета.

## География

### Географическое положение
Расстояние до:
- районного центра (Месягутово): 31 км,
- центра сельсовета (Михайловка): 6 км,
- ближайшей ж/д станции (Сулея): 106 км.

## История
Митрофановка начиналась как починок, на купленной у башкир землях. Основали его переселенцы из Пензенской, Костромской, Вятской, Нижегородской, Пермской и Смоленской губерний.

## Население
| 2002 | 2010 |
| ---- | ---- |
| 220  | ↘207 |

В 1898 году проживало 134 человека, в 1902—540, в 1920—594.

## Инфраструктура
Личное подсобное хозяйство с зоной сельскохозяйственного использования, индивидуальная застройка усадебного типа.
Основа экономики — сельское хозяйство.
Отделение почтовой связи № 452548. Митрофановский ФАП.

## Транспорт
Остановка общественного транспорта «Митрофановка».